# Tak dej groš Zaklínači
„Tak dej groš Zaklínači“ (anglicky „Toss a Coin to Your Witcher“) je píseň ze seriálu Zaklínač služby Netflix, kterou složili Sonya Belousova a Giona Ostinelli a nazpíval Joey Batey (jako Marigold) pro jeho druhý díl. Krátce po vydání první řady seriálu na konci prosince 2019 se stala virálním hitem. Během několika dní vytvořili fanoušci remixy a covery písně, které zveřejnili na YouTubu.

## Vývoj

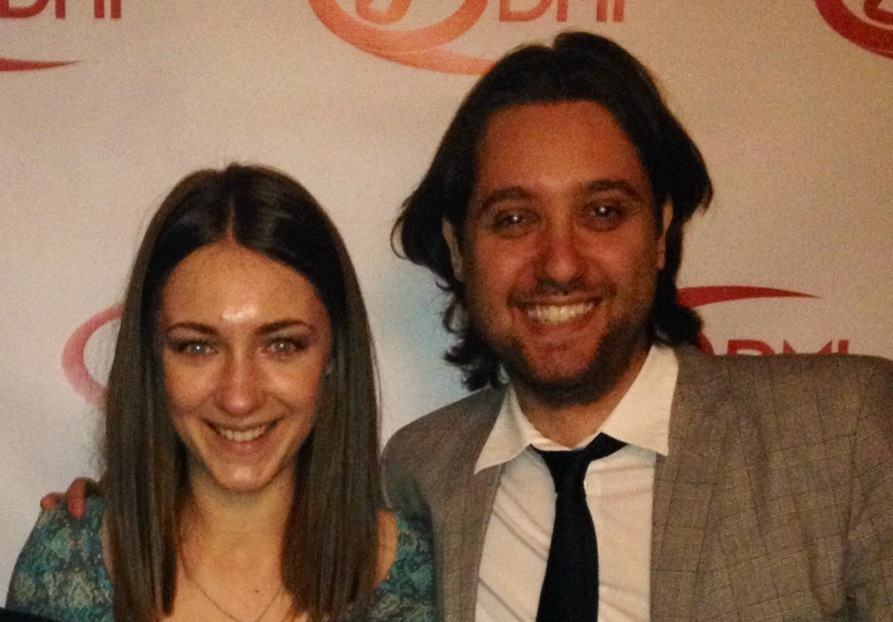
Belousova a Ostinelli v roce 2014

Píseň složili Sonya Belousova a Giona Ostinelli, text napsal Jenny Klein, a zpíval ji Joey Batey (v roli barda Marigolda) ve druhé epizodě seriálu Zaklínač od Netflixu. Batey byl během nahrávání nemocný a o šest měsíců později během natáčení musel dokonale sladit pohyby úst s již nazpívanou skladbou. Píseň byla složena asi osm měsíců před vydáním s řadou různých variant, včetně rapové verze, před tím, než byla vybrána finální verze. Píseň byla vytvořena výhradně pro seriál a neobjevuje se v románech, na nichž je seriál založen.
Jelikož Netflix zveřejňuje své seriály nadabované, byla píseň oficiálně přeložena do nejméně 12 dalších jazyků: polštiny, češtiny, japonštiny, němčiny, ruštiny, francouzštiny, italštiny, portugalštiny, maďarštiny, španělštiny, kastilské španělštiny a turečtiny.
Netflix vydal oficiální verzi písně na streamovacích hudebních službách 22. ledna 2020.

## Obsah
Text písně je založen na událostech z druhé epizody seriálu, ve které se také poprvé setkají bard Marigold a Geralt z Rivie, protagonista seriálu.

## Dopad
Píseň se krátce po vydání seriálu stala velmi populární a šířila se jako virál. Vzniklo i mnoho jejích coverů a remixů, z nichž některé získaly i miliony zhlédnutí. Byl také vytvořen mod pro videoherní adaptace, který do nich hudbu přidává. Některé covery jsou neoficiální překlady do různých jazyků, například ztvárnění písně v slezském dialektu polštiny si získalo popularitu mezi polskými uživateli.
Seriál měl premiéru 20. prosince 2019, avšak Netflix byl kritizován, že píseň oficiálně nezveřejnil mimo SoundCloud až do 22. ledna. Toto zpoždění bylo považováno za nevysvětlitelné a za zmeškanou marketingovou příležitost.
Herec Joey Batey, který píseň nazpíval, ji označil jako „nejotravnější věc, jakou jsem kdy slyšel, je tak chytlavá... Už osm měsíců ji mám v hlavě.“